# Il ricco, il povero e il maggiordomo
Il ricco, il povero e il maggiordomo è un film del 2014 diretto da Aldo, Giovanni e Giacomo e Morgan Bertacca, interpretato da Aldo Baglio, Giovanni Storti e Giacomo Poretti.

## Trama
Il dottor Giacomo Maria Poretti è un ricco intermediario di Milano che si è lanciato in un grosso e rischioso investimento nel Burgundi, stato africano (in realtà immaginario) caratterizzato da una rilevante instabilità politica. Un pomeriggio di maggio, di ritorno dal lavoro, assieme al suo maggiordomo e autista Giovanni, investe con la sua Maserati Ghibli Aldo, un venditore ambulante abusivo in fuga dalle forze dell'ordine (quando si erano trovati davanti le bancarelle, il dottore aveva imposto a Giovanni di svoltare a destra nonostante fosse vietato). I due portano Aldo nella villa di Giacomo e, per evitare di passare alle vie legali, si mettono d'accordo con lui per offrirgli una somma di 1000 euro come indennizzo, da ritirare il giorno dopo. 
Aldo, che è bramato da diverse donne, torna quindi dalla madre vedova Calcedonia, che, come è solita fare, lo rimprovera per non aver mai combinato nulla di utile nella sua vita, mentre Dolores, altra colf venezuelana di Giacomo e compagna di Giovanni, convince quest'ultimo a sposarla. Il giorno dopo Aldo, che nel tempo libero è anche l'allenatore della multietnica e mai vincente squadra di calcetto dei ragazzini dell'oratorio di Padre Amerigo, torna alla villa di Giacomo per farsi dare la somma pattuita, che però il broker abbassa e per di più lo costringe a guadagnarsela svolgendo diversi lavori domestici.
Poco dopo, tuttavia, Giacomo viene a sapere dal notiziario che nel Burgundi si è verificato un colpo di stato militare con conseguente default finanziario, ed il suo investimento si è quindi risolto nel fallimento più completo, privandolo pressoché di tutto, compreso il tesoretto di Giovanni, che il maggiordomo gli aveva affidato fino al suo pensionamento e sul quale contava per avere i soldi per sposarsi. Dolores, infuriata con Giovanni, decide di tornare in Venezuela, mentre Giovanni e Giacomo finiscono in mezzo alla strada, sebbene la direttrice della banca di Giacomo, Assia, si dica interessata al progetto di finanziamento che questi le sottopone, chiedendo però due settimane di tempo per pensarci. 
Aldo decide quindi di ospitare Giovanni e Giacomo a casa della madre, che accetta riluttante. Giovanni e Giacomo scoprono quindi che Aldo è sonnambulo e che è stato piantato in asso sull'altare dalla sua promessa sposa, fatto di cui presenta le conseguenze nel suo sonnambulismo e per il quale si tiene sempre a distanza dalle donne che lo corteggiano; Aldo quindi non è riuscito a realizzare gli unici due progetti a cui teneva davvero nella vita, cioè sposarsi e avviare una bancarella in regola. 
Cercando una soluzione a tutti i loro problemi, Giovanni e Giacomo scoprono che Aldo imita piuttosto bene la tipica parlata turca (dice di aver avuto un bisnonno turco), allora decidono di travestirlo come un ricco petroliere azero conosciuto tempo prima da Giacomo, un certo Samir Uzmin, e presentarlo come tale ad Assia, per convincerla delle garanzie economiche dell'affare che Giacomo vorrebbe proporle. Quest'ultimo, intanto, si reca nella villa dei suoceri in Francia per il compleanno del figlio, e qui sua moglie gli dà una settimana di tempo per risolvere la situazione (ottenendo di nuovo casa, società e auto), altrimenti chiederà il divorzio. 
Aldo, nelle vesti del petroliere, fa apparentemente colpo su Assia e tutto sembra andare per il meglio; Giacomo, Aldo e Calcedonia, ormai una sorta di famiglia allargata, riescono anche ad aiutare Giovanni a fare la pace con Dolores, chiamandola e chiedendole di sposarlo, e la donna accetta. Il giorno dopo Giacomo si reca in banca da Assia per ricevere il finanziamento, che però lei si rifiuta di concedergli, facendogli quindi scoprire la verità: Aldo, la sera prima, non è riuscito a fare l'amore con la donna, in quanto è stato colto dalla solita riluttanza al riguardo, e ha iniziato a decidere di testa sua. Giacomo va su tutte le furie e rinfaccia ad Aldo di avere il "complesso della suorina", quindi i due iniziano a litigare; proprio in quel momento, Giovanni scopre che Calcedonia è morta.
Giacomo, che nel frattempo ha divorziato, è deciso a trovare i soldi per il funerale di Calcedonia e per il matrimonio di Giovanni, quindi vende una rarissima copia originale del Porto Sepolto di Giuseppe Ungaretti in suo possesso, che ha improvvisamente perso valore (l'aveva acquistata per 40.000 euro e gli viene ripagata 4.000 euro). I tre, con quei pochi soldi, riescono ad acquistare comunque tutto il necessario optando per articoli molto economici e riutilizzando il vecchio abito da sposa di Calcedonia, e nello stesso giorno del ritorno di Dolores (e con lei ci sono i suoi cugini Mariachi e i suoi tre figli) si svolgono sia il funerale di Calcedonia sia il matrimonio di Giovanni e Dolores nel cortile della ex villa di Giacomo, nonostante la zona fosse sotto sequestro.
Un anno dopo Aldo, Giovanni e Giacomo lavorano alla loro nuova bancarella di indumenti intimi femminili, chiamata Calcedonia's in onore della madre di Aldo, con grandi piani per il futuro, e infine festeggiano il primo gol della squadra dell'oratorio (della quale Calcedonia's è il nuovo sponsor ed Aldo è ancora l'allenatore, mentre Giacomo ne è diventato il presidente e suo figlio vi gioca), segnato proprio dal giocatore più timido e imbranato, che durante gli allenamenti si nascondeva sempre negli armadietti.

## Produzione
Il film segna l'esordio alla regia cinematografica di Morgan Bertacca, già curatore dei servizi girati nei backstage di precedenti spettacoli teatrali e lungometraggi del trio dal 2002. Viene mantenuta l'ormai consolidata collaborazione con la squadra di autori composta da Valerio Bariletti e lo stesso Bertacca.

## Accoglienza

### Incassi
Distribuito nelle sale italiane dall'11 dicembre 2014, durante il primo weekend il film ha incassato 2303924 €, ottenendo il primo posto al botteghino nazionale, mentre l'incasso totale finale è stato di 13 138 227 €, risultando il secondo miglior incasso fra i film usciti in Italia durante le feste natalizie del 2014, dietro Lo Hobbit - La battaglia delle cinque armate (di poco primatista con 13 728 065 €).